# Automatic (bài hát của Red Velvet)
"Automatic" là bài hát được thu âm bởi nhóm nhạc nữ Hàn Quốc Red Velvet cho mini album debut của họ Ice Cream Cake (2015). Lời được viết bởi Choi So-young của Jam Factory và produced bởi Daniel "Obi" Klein và Charli Taft, bài hát được phát hành như single đầu tiên của nhóm từ mini album vào ngày 14 tháng 3 năm 2015 bởi SM Entertainment, cùng với MV. Nó đánh dấu lần đầu tiên phát hành của nhóm kể từ khi thêm vào thành viên thứ năm Yeri, và cũng là single thứ hai của nhóm theo "Velvet" concept, kế tiếp single thứ hai của nhóm "Be Natural" vào năm 2014.

## Background và phát hành
Trước khi chính thứ thông báo comeback, Red Velvet đã bị phát hiện đang quay MV ở sa mạc của Palmdale, California cho MV vào tháng 2 năm 2015 với thành viên SM Rookies Yeri (cuối cùng được tiết lộ là địa điểm quay của Ice Cream Cake). Vào ngày 11 tháng 3 năm 2015, SM Entertainment chính thức giới thiệu Yeri là thành viên mới của Red Velvet thông qua video đăng tải trên kênh YouTube của họ, cùng với ảnh teaser của Irene và Joy. Vào cùng ngày, họ tiết lộ tựa đề của album đầu tiên của nhóm là Ice Cream Cake, sẽ được phát hành vào ngày 18 tháng 3 năm 2015. Video chính thức cho "Automatic" được đăng tải trên kênh chính thức SMTOWN vào ngày 14 tháng 3, bài hát chính thức phát hành digital vào ngày 17 tháng 3.

## MV và quảng bá
MV cho "Automatic" được directed bởi Shin Hee-won, người đã chỉ đạo cho một vài single của nhóm sau này "One of These Nights", "Russian Roulette" và "Rookie". Tất cả năm thành viên trong một hình ảnh nhẹ nhàng và trưởng thành hơn.
Như là một phần của quảng bá Ice Cream Cake, một short version của "Automatic" được trình diễn live trong tuần đầu tiên quảng bá trên các chương trình âm nhạc M Countdown, Music Bank và Inkigayo . Bài hát sau đó được trình diễn với vũ đạo lần đầu tiên thông qua concert đầu tiên của Red Velvet Red Room vào tháng 8 năm 2017.

## Bảng xếp hạng

### Bảng xếp hạng hàng tuần
| Bảng xếp hạng (2015)              | Vị trí xếp hạng cao nhất |
| --------------------------------- | ------------------------ |
| Hàn Quốc (Gaon Digital Chart)     | 32                       |
| US World Digital Song (Billboard) | 9                        |

## Lịch sử phát hành
| Khu vực  | Ngày                | Định dạng        | Hãng                       |
| -------- | ------------------- | ---------------- | -------------------------- |
| Hàn Quốc | 17 tháng 3 năm 2015 | Digital download | SM Entertainment, KT Music |
| Toàn cầu | 17 tháng 3 năm 2015 | Digital download | SM Entertainment           |

## Liên kết khác
- "Automatic" music video